# Zahodnofrizijska pisava
Zahodnofrizijska pisava ali abeceda vsebuje od 25 do 32 znakov, odvisno od načina štetja.

## Črke
| Samoglasniki z velikimi črkami in samoglasniki z diakritičnimi znaki | A   | Â    | E   | Ê  | É   | I/Y | O   | Ô   | U     | Û  | Ú  |     |     |    |    |     |     |     |     |      |
| Mali samoglasniki in samoglasniki z diakritičnimi znaki              | a   | â    | e   | ê  | é   | i/y | o   | ô   | u     | û  | ú  |     |     |    |    |     |     |     |     |      |
| Izgovorjava samoglasnikov                                            | aː  | ɔː   | əː  | ɛː | eː  | iː  | oː  | ɔː  | øː/yː | uː | yː |     |     |    |    |     |     |     |     |      |
| Velike črke                                                          | B   | C    | D   | F  | G   | H   | J   | K   | L     | M  | N  | P   | Q   | R  | S  | T   | V   | W   | X   | Z    |
| Male črke                                                            | b   | c    | d   | f  | g   | h   | j   | k   | l     | m  | n  | p   | q   | r  | s  | t   | v   | w   | x   | z    |
| Izgovorjava črk                                                      | beː | tseː | deː | ɛf | ɣeː | haː | jeː | kaː | ɛl    | ɛm | ɛn | peː | kuː | ɛr | ɛs | teː | feː | veː | iks | tzɛd |

## Abecedni vrstni red
I in Y sta v abecednem seznamu  običajno med H in J. Kadar se dve besedi razlikujeta samo zato, ker ima ena I in druga Y (stikje ali stykje), je beseda z I pred besedo z Y.
IJ se v rokopisu piše kot ena črka (glej IJ (digraf)), v tisku pa se uporablja niz IJ. V abecednih seznamih najpogosteje velja, da je IJ sestavljen iz dveh črk I in J, čeprav je v slovarjih vnos IJ med X in Z, kjer pa se uporabniku sporoča, naj pobrska nazaj pod I.
Druga možnost je, da se Y in IJ redko obravnavata kot različici ene črke, ki se nahaja med X in Z, ali dveh ločenih črk, urejenih v abecedi kot X – IJ – Y – Z. Gouden Gids bv je v preteklosti uporabljal slednji sistem razvrščanja za svoj dvojezični (frizijsko/nizozemski) telefonski imenik "Nationale telefoongids".
Veliko IJ je precej redko. Kaže se samo v besedi ijsko (sladoled) in v nekaterih imenih. Velika črka C, V in Z se večinoma uporabljajo za angleške izposojenke, kot so cake, virtualna resničnost in ZIP ter lastna imena, kot so Chantal, Veldman in Zorro .
Uporaba črk C, tako velike kot male začetnice, je v glavnem omejena na digraf CH. Lastna imena in angleške izposojenke so izjeme. Tako velika kot mala črka Q in X sta omejeni na lastna imena in angleške izposojenke.
Pogosti digrafi so:
| Digraf | IPA  | Opis                                         |
| ------ | ---- | -------------------------------------------- |
| CH     | [x]  | brezglasni velarni frikativ                  |
| NG     | [ŋ]  | velarni nosni                                |
| SJ     | [sʲ] | palataliziran brezglasni alveolarni sibilant |
| ZJ     | [zʲ] | palataliziran zveneč alveolarni sibilant     |

## Diakritiki
A, E, U in O lahko spremljajo cirkumfleks ali akutni diakritični znaki, kot je prikazano v tabeli zgoraj. Naglašene črke imajo lastne glasovne vrednosti. V rokopisu so diakritični znaki precej pogosti, vendar niso obvezni pri velikih črkah. V tisku se diakritični znaki običajno ne uporabljajo za velike tiskane črke in ti samoglasniki se običajno nadomestijo z nenaglašenimi ustrezniki.
Črke z diakritičnimi znaki nimajo samostojnega položaja v abecedi. Navedeni so na istih mestih kot njihovi nenaglašeni dvojniki. Kadar se besede razlikujejo le po diakritičnih znakih na črkah, je beseda z nenaglašeno črko pred besedo s cirkumfleksom. Ta je pred besedo z ostrivcem. Od tod vrstni red: tut, tût, tút .
Lastna imena in izposojenke, ki so prvotno napisane v eni od latiničnih abeced, običajno ohranijo svoje diakritične znake, kolikor to omogoča tipkovnica pri roki. Enako velja za črke, ki niso pogoste v frizijski abecedi.